# Kajen 5
Kajen 5 est un immeuble résidentiel dans le quartier de  Liljeholmen à Stockholm en Suède,.

## Description
Kajen 5 est situé dans l'ilôt urbain de Lagringen, au 75 Sjöviksvägen.
Kajen 5 est un gratte-ciel et un immeuble bas associé construits entre 2013 et 2018. 
L'ensemble a été conçu par ÅWL Arkitekter pour le compte de l'entrepreneur général JM (sv).

## Architecture et urbanisme
Depuis l'an 2000, une zone résidentielle appelée Liljeholmskajen s'est développée en bordure de la baie Årstaviken du lac Mälaren. 
Avec les bâtiments voisins Kajen 4 conçu par l'architecte Gert Wingårdh, Kajplats 6 conçu par Alessandro Ripellino Arkitekter ainsi que Kajen 7 conçu par Erséus Arkitekter, Kajen 5 fait partie des gratte-ciels de Liljeholmskajen avec ses 90 mètres de hauteur,,.
Avec le restaurant vitré au sommet, le Kajplats 6  sera le plus haut des quatre gratte-ciels. 
Le bâtiment le plus proche des ponts d'Årsta, le Brohuset (sv) a été aussi conçu par Gert Wingårdh.
Alors que Kajen 4 se distingue par ses façades noires, Kajen 5 brille d'un blanc chatoyant avec son revêtement de façade en brique brillante et ses accents ocres.

## Galerie

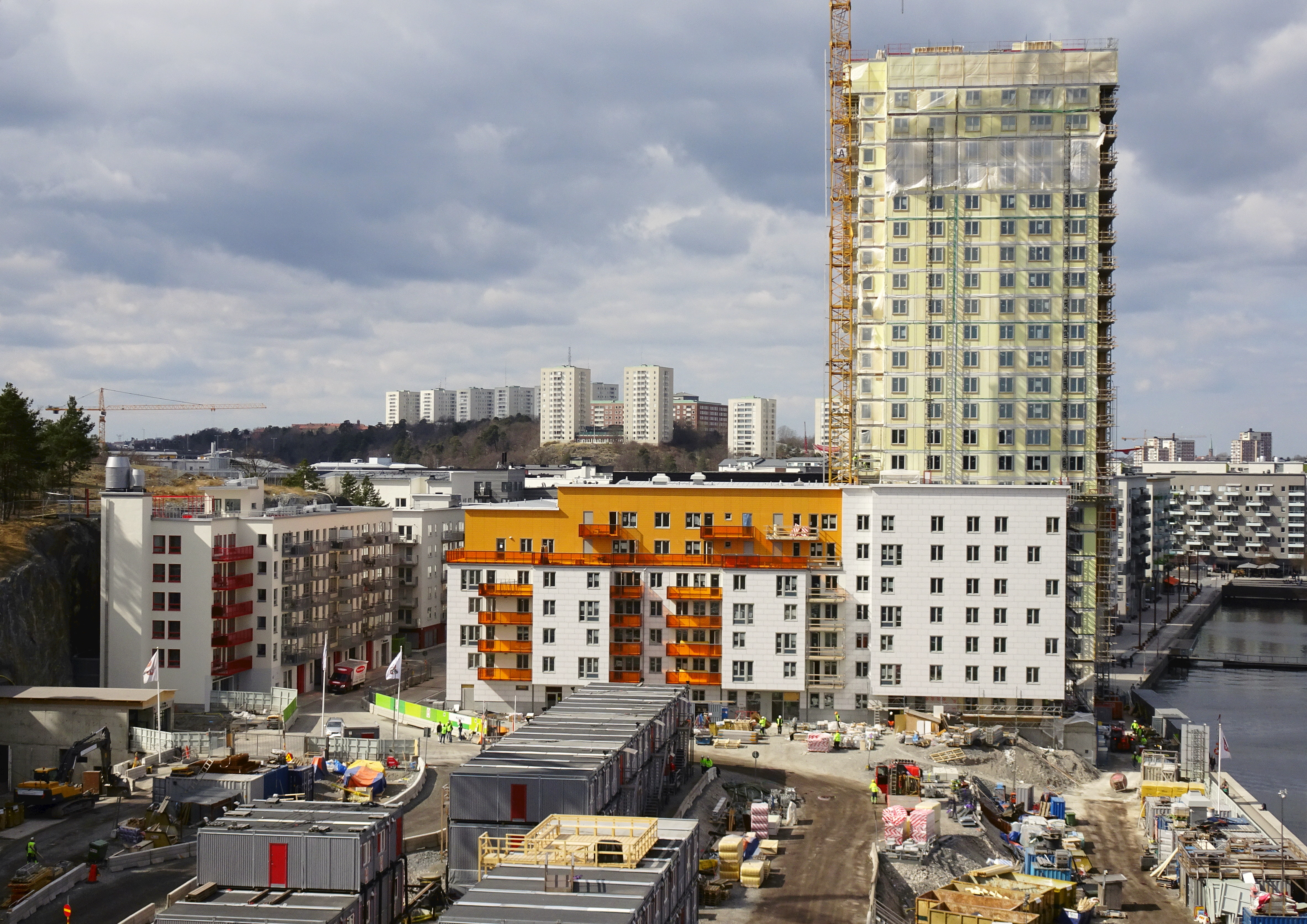
Kajen 5 en avril 2016.
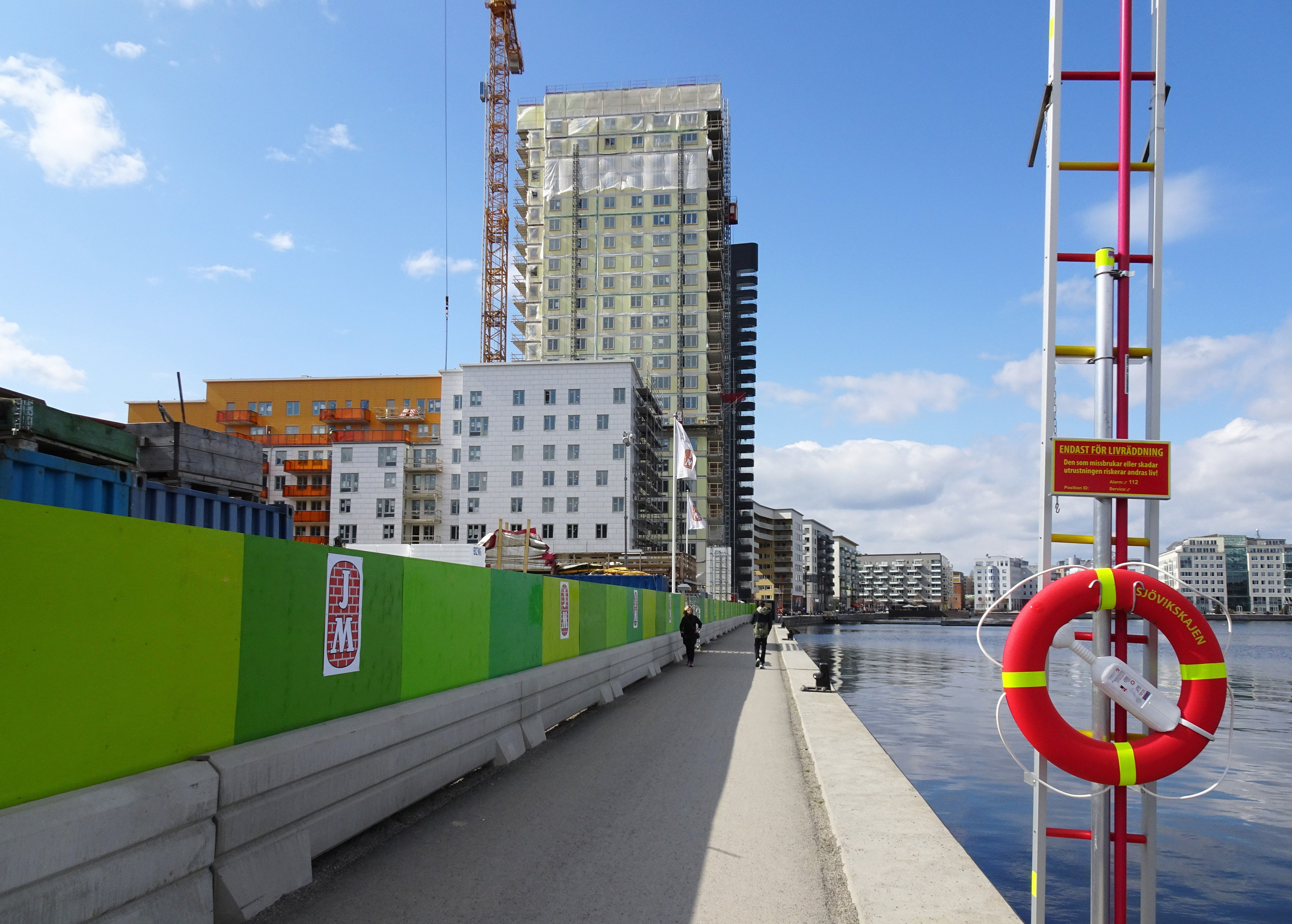
Kajen 5, sa partie basse devant.
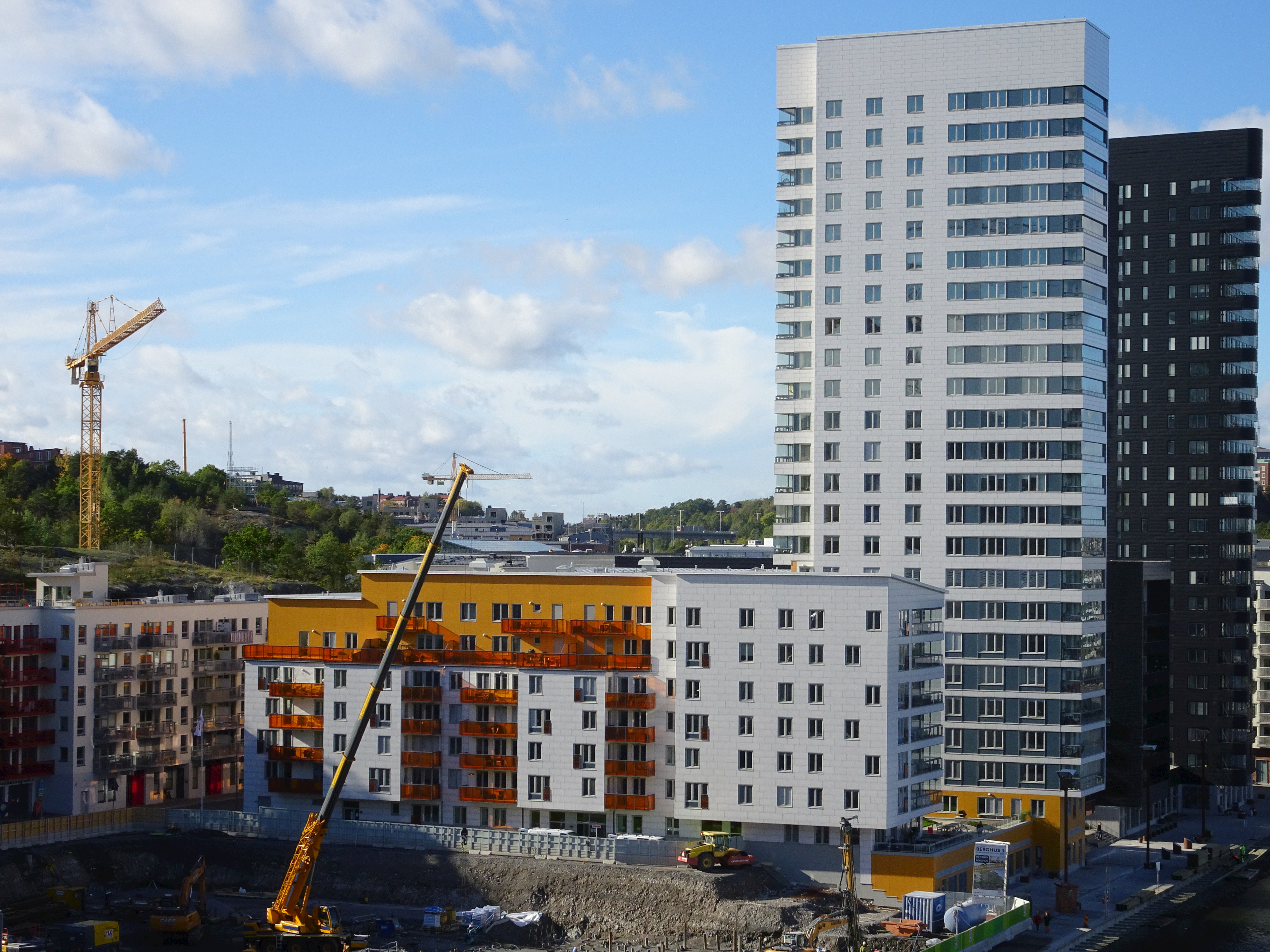
Kajen 5 en octobre 2017.
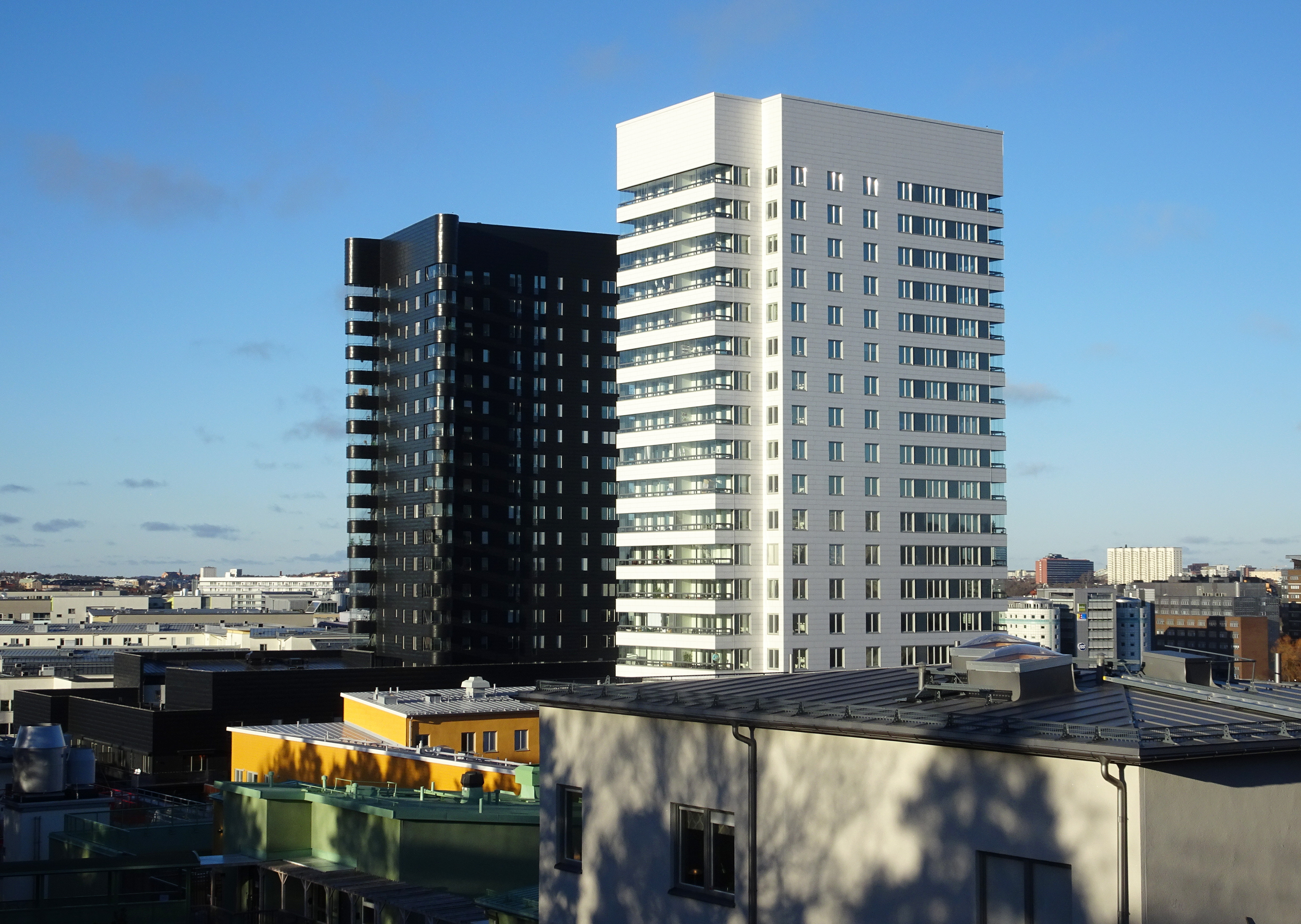
Kajen 4 et Kajen 5 en 2018.
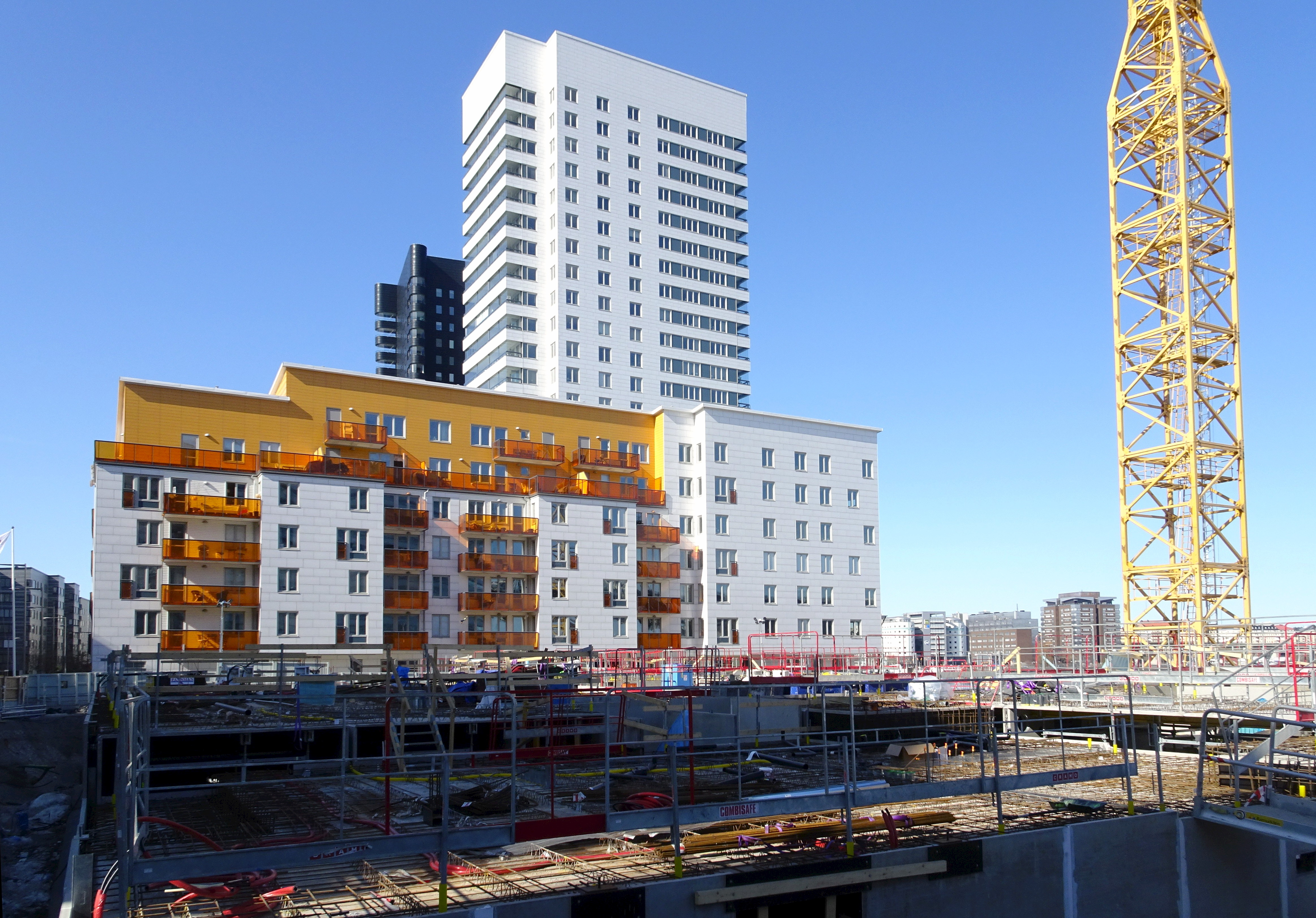
Kajen 5 en mars 2018, au premier plan Kajplats 6.